# ГЕС Suǒfēngyíng
ГЕС Suǒfēngyíng (索风营水电站) — гідроелектростанція у центральній частині Китаю в провінції Ґуйчжоу. Знаходячись між ГЕС Dōngfēng (вище по течії) та ГЕС Wūjiāngdù, входить до складу каскаду на річці Уцзян — великій правій притоці Янцзи.
В межах проекту річку перекрили греблею із ущільненого котком бетону висотою 116 метрів та  довжиною 165 метрів. Вона утримує водосховище з об'ємом 201,2 млн м3 (корисний об'єм 67,4 млн м3), в якому припустиме коливання рівня поверхні у операційному режимі між позначками 822 та 837 метрів НРМ.
Споруджений у підземному виконанні пригреблевий машинний зал має розміри 136х24 метра при висоті 58 метрів. Тут встановили три турбіни типу Френсіс потужністю по 200 МВт, які забезпечують виробництво 2011 млн кВт-год електроенергії на рік.
Видача продукції відбувається по ЛЕП, розрахованій на роботу під напругою 220 кВ.